# Suurijärvi (sjö i Finland, Kymmenedalen, lat 60,68, long 27,90)
Suurijärvi är en sjö i Finland. Den ligger i kommunerna Miehikkälä och Villmanstrand i landskapen Kymmenedalen och Södra Karelen, i den södra delen av landet, 170 km öster om huvudstaden Helsingfors. Suurijärvi ligger 26,8 meter över havet. I omgivningarna runt Suurijärvi växer i huvudsak blandskog. Arean är 2,46 kvadratkilometer och strandlinjen är 11,7 kilometer lång. Sjön  ingår i Urpalanjokis huvudavrinningsområde. 